# Chris King Perryman
Chris King Perryman (Amsterdam, 30 oktober 1978) is een Nederlandse acteur en cabaretier. Hij is als acteur te zien op televisie en in de theaters van Nederland.
King Perryman studeerde in 2003 af aan de acteursopleiding van de Hogeschool voor de Kunsten in Utrecht en werd in 2005 medeoprichter van het comedygezelschap Brokstukken. Brokstukken bestaat naast hems uit Korneel Evers en Arjan Smit. Met Brokstukken haalde hij in 2005 de finale van het Leids Cabaret Festival en won hij tevens de Cabaret Award in 2006 en 2010 ('Grootst Aanstormend Talent').
Naast de reguliere theatertournees speelden de heren van Brokstukken ook op onder andere Lowlands, Laughing Matters, Zwarte Cross en Paaspop.
Op dit moment is King Perryman te zien in diverse tv-series en commercials en is hij lid van het acteursteam van de Ja-maar Omdenkshows. Met de heren van Brokstukken speelt hij nu in hun vierde avondvullende show Heavy Balls (tournee t/m 2015).